# Władimir Malewicz
Władimir Anatoljewicz Malewicz, ros. Владимир Анатольевич Малевич (ur. 2 lipca 1985 w Ziei) – rosyjski hokeista, trener.

## Kariera
- Krylja Sowietow 2 Moskwa (2001-2003)
- Nieftiechimik Niżniekamsk (2003)
- HK Mohylew (2003-2004)
- Traktor Czelabińsk (2005)
- Traktor Czelabińsk 2 (2005)
- HK Lipieck (2005-2006)
- Chimik Woskriesiensk (2006-2007)
- Chimik Woskriesiensk 2 (2006-2007)
- HK Mohylew (2007-2008)
- Nieftiechimik Niżniekamsk (2009-2010)
- Mietałłurg Żłobin (2010)
- HK Mohylew (2010-2011)
- Donbas Donieck (2011-2012)
- Witiaź Podolsk (2012-2014)
- Atłant Mytiszczi (2014)
- Torpedo Niżny Nowogród (2014-2015)
- HK Soczi (2015-2016)
- Jugra Chanty-Mansyjsk (2016)
- Amur Chabarowsk (2016-2017)
- Arłan Kokczetaw (2017-2018)
- Siewierstal Czerepowiec (2018)
- Arłan Kokczetaw (2018/2019)
- Donbas Donieck (2019/2020)
- Zeytinburnu Belediyes SK (2021)
- Borås HC (2021-)

Od lipca 2012 zawodnik Witiazia Podolsk. Od maja 2014 zawodnik Atłanta Mytiszczi. Od końca września 2014 zawodnik Torpedo (w toku wymiany za Aleksieja Potapowa). Wraz z końcem kwietnia 2015 i wygaśnięciem kontraktu odszedł z klubu. Od maja 2015 zawodnik HK Soczi. Od maja 2016 zawodnik Jugry Chanty-Mansyjsk. Od listopada 2016 zawodnik Amuru Chabarowsk. Od września 2017 zawodnik kazachskiego Arłanu Kokczetaw. Od maja 2018 zawodnik Siewierstali Czerepowiec. Sezon 2018/2019 dokończył ww. Arłanie. W czerwcu 2019 ponownie został graczem Donbasu.
W maju 2020 został trenerem Arłanu Kokczetaw. Pod koniec roku ustąpił ze stanowiska. W 2021 grał w tureckim zespole Zeytinburnu Belediyes SK, a w grudniu tego roku przeszedł do szwedzkiego Borås HC.

## Sukcesy
Klubowe
- Trzecie miejsce w Pucharze Kontynentalnym: 2012 z Donbasem Donieck
- Półfinał Wyższej Hokejowej Ligi: 2012 z Donbasem Donieck
- Złoty medal mistrzostw Kazachstanu: 2018 z Arłanem Kokczetaw
- Puchar Kontynentalny: 2019 z Arłanem Kokczetaw

Indywidualne
- Puchar Kontynentalny 2011/2012: najlepszy obrońca turnieju